# 1984-es NHL-draft
Az 1984-es NHL-draftot a kanadai Montréalban, a Montréal Forumban tartották meg, 1984. június 9-én. A későbbi legenda Mario Lemieux kelt el az első helyen. Sok olyan játékos viszont nagyon hátul talált csapatra, akik későbbi Hírességek Csarnokának tagjai lehetnek vagy már azok. Ilyen pl: Brett Hull, Luc Robitaille és Patrick Roy. Valamint Tom Glavine-t is ledraftolták, aki a Major League Baseballben futott be nagy karriert.

## A draft

### Első kör
| #  | Játékos                 | Poszt       | Nemzetiség | NHL csapat            | Egyetem/junior/club csapat          |
| -- | ----------------------- | ----------- | ---------- | --------------------- | ----------------------------------- |
| 1  | Mario Lemieux           | Center      | CAN        | Pittsburgh Penguins   | Laval Voisins (QMJHL)               |
| 2  | Kirk Muller             | Center      | CAN        | New Jersey Devils     | Guelph Platers (OHL)                |
| 3  | Ed Olczyk               | Bal szélső  | USA        | Chicago Black Hawks   | USA válogatott                      |
| 4  | Al Iafrate              | Védő        | USA        | Toronto Maple Leafs   | Belleville Bulls (OHL)              |
| 5  | Petr Svoboda            | Védő        | CZE        | Montréal Canadiens    | CHZ Litvínov (Csehszlovákia)        |
| 6  | Craig Redmond           | Védő        | CAN        | Los Angeles Kings     | University of Denver (WCHA)         |
| 7  | Shawn Burr              | Center      | CAN        | Detroit Red Wings     | Kitchener Rangers (OHL)             |
| 8  | Shayne Corson           | Center      | CAN        | Montréal Canadiens    | Brantford Alexanders (OHL)          |
| 9  | Doug Bodger             | Védő        | CAN        | Pittsburgh Penguins   | Kamloops Jr. Oilers (WHL)           |
| 10 | Jean-Jacques Daigneault | Védő        | CAN        | Vancouver Canucks     | Longueuil Chevaliers (QMJHL)        |
| 11 | Sylvain Côté            | Védő        | CAN        | Hartford Whalers      | Quebec Remparts (QMJHL)             |
| 12 | Gary Roberts            | Bal szélső  | CAN        | Calgary Flames        | Ottawa 67's (OHL)                   |
| 13 | David Quinn             | Védő        | USA        | Minnesota North Stars | Kent High School (Connecticut H.S.) |
| 14 | Terry Carkner           | Védő        | CAN        | New York Rangers      | Peterborough Petes (OHL)            |
| 15 | Trevor Stienburg        | Jobb szélső | CAN        | Quebec Nordiques      | Guelph Platers (OHL)                |
| 16 | Roger Belanger          | Center      | CAN        | Pittsburgh Penguins   | Kingston Canadians (OHL)            |
| 17 | Kevin Hatcher           | Védő        | USA        | Washington Capitals   | North Bay Centennials (OHL)         |
| 18 | Mikael Andersson        | Bal szélső  | SWE        | Buffalo Sabres        | Västra Frölunda (Svédország)        |
| 19 | Dave Pasin              | Jobb szélső | CAN        | Boston Bruins         | Prince Albert Raiders (WHL)         |
| 20 | Duncan MacPherson       | Védő        | CAN        | New York Islanders    | Saskatoon Blades (WHL)              |
| 21 | Selmar Odelein          | Védő        | CAN        | Edmonton Oilers       | Regina Pats (WHL)                   |
|    |                         |             |            |                       |                                     |

### Második kör
| #  | Játékos          | Poszt       | Nemzetiség | NHL csapat          | Egyetem/junior/club csapat           |
| -- | ---------------- | ----------- | ---------- | ------------------- | ------------------------------------ |
| 22 | Greg Smyth       | Védő        | CAN        | Philadelphia Flyers | London Knights (OHL)                 |
| 23 | Craig Billington | Kapus       | CAN        | New Jersey Devils   | Belleville Bulls (OHL)               |
| 24 | Brian Wilks      | Center      | CAN        | Los Angeles Kings   | Kitchener Rangers (OHL)              |
| 25 | Todd Gill        | Védő        | CAN        | Toronto Maple Leafs | Windsor Spitfires (OHL)              |
| 26 | Brian Benning    | Védő        | CAN        | St. Louis Blues     | Portland Winter Hawks (WHL)          |
| 27 | Scott Mellanby   | Jobb szélső | CAN        | Philadelphia Flyers | Henry Carr Crusaders (Ontario Jr. B) |
| 28 | Doug Houda       | Védő        | CAN        | Detroit Red Wings   | Calgary Wranglers (WHL)              |
| 29 | Stephane Richer  | Center      | CAN        | Montréal Canadiens  | Granby Bisons (QMJHL)                |
| 30 | Peter Douris     | Center      | CAN        | Winnipeg Jets       | University of New Hampshire (ECAC)   |
| 31 | Jeff Rohlicek    | Bal szélső  | USA        | Vancouver Canucks   | Portland Winter Hawks (WHL)          |
| 32 | Tony Hrkac       | Center      | CAN        | St. Louis Blues     | Orillia Travelways (OJHL)            |
| 33 | Ken Sabourin     | Védő        | CAN        | Calgary Flames      | Sault Ste. Marie Greyhounds (OHL)    |
| 34 | Steve Leach      | Jobb szélső | USA        | Washington Capitals | Matignon High School (Massachusetts) |
| 35 | Raimo Helminen   | Centre      | FIN        | New York Rangers    | Ilves (Finnország)                   |
| 36 | Jeff Brown       | Védő        | CAN        | Quebec Nordiques    | Sudbury Wolves (OHL)                 |
| 37 | Jeff Chychrun    | Védő        | CAN        | Philadelphia Flyers | Kingston Canadians (OHL)             |
| 38 | Paul Ranheim     | Bal szélső  | USA        | Calgary Flames      | Edina High School (Minnesota)        |
| 39 | Doug Trapp       | Bal szélső  | CAN        | Buffalo Sabres      | Regina Pats (WHL)                    |
| 40 | Ray Podloski     | Center      | CAN        | Boston Bruins       | Portland Winter Hawks (WHL)          |
| 41 | Bruce Melanson   | Jobb szélső | CAN        | New York Islanders  | Oshawa Generals (OHL)                |
| 42 | Daryl Reaugh     | Kapus       | CAN        | Edmonton Oilers     | Kamloops Jr. Oilers (WHL)            |
|    |                  |             |            |                     |                                      |

### Harmadik kör
| #  | Játékos        | Poszt       | Nemzetiség | NHL csapat            | Egyetem/junior/club csapat                  |
| -- | -------------- | ----------- | ---------- | --------------------- | ------------------------------------------- |
| 43 | David McLay    | Bal szélső  | CAN        | Philadelphia Flyers   | Kelowna Wings (WHL)                         |
| 44 | Neil Davey     | Védő        | CAN        | New Jersey Devils     | Michigan State (CCHA)                       |
| 45 | Trent Yawney   | Védő        | CAN        | Chicago Black Hawks   | Saskatoon Blades (WHL)                      |
| 46 | Ken Hodge, Jr. | Center      | USA        | Minnesota North Stars | Saint John's Preparatory School (Minnesota) |
| 47 | John Stevens   | Védő        | CAN        | Philadelphia Flyers   | Oshawa Generals (OHL)                       |
| 48 | John English   | Védő        | CAN        | Los Angeles Kings     | Sault Ste. Marie Greyhounds (OHL)           |
| 49 | Milan Chalupa  | Védő        | CZE        | Detroit Red Wings     | HC Dukla Jihlava (Csehszlovákia)            |
| 50 | Toby Ducolon   | Jobb szélső | USA        | St. Louis Blues       | Bellows Academy (Vermont)                   |
| 51 | Patrick Roy    | Kapus       | CAN        | Montréal Canadiens    | Granby Bisons (QMJHL)                       |
| 52 | David Saunders | Bal szélső  | CAN        | Vancouver Canucks     | St. Lawrence University (ECAC)              |
| 53 | Robert Dirk    | Védő        | CAN        | St. Louis Blues       | Regina Pats (WHL)                           |
| 54 | Graeme Bonar   | Jobb szélső | CAN        | Montréal Canadiens    | Sault Ste. Marie Greyhounds (OHL)           |
| 55 | Landis Chaulk  | Bal szélső  | CAN        | Vancouver Canucks     | Calgary Wranglers (WHL)                     |
| 56 | Alan Perry     | Kapus       | USA        | St. Louis Blues       | Mount St. Charles High School (Minnesota)   |
| 57 | Steven Finn    | Védő        | CAN        | Quebec Nordiques      | Laval Voisins (QMJHL)                       |
| 58 | Mike Stevens   | Center      | CAN        | Vancouver Canucks     | Kitchener Rangers (OHL)                     |
| 59 | Michal Pivoňka | Center      | CZE        | Washington Capitals   | Poldi Kladno (Csehszlovákia)                |
| 60 | Ray Sheppard   | Jobb szélső | CAN        | Buffalo Sabres        | Cornwall Royals (OHL)                       |
| 61 | Jeff Cornelius | Védő        | CAN        | Boston Bruins         | Toronto Marlboros (OHL)                     |
| 62 | Jeff Norton    | Védő        | USA        | New York Islanders    | Cushing Academy (Massachusetts)             |
| 63 | Todd Norman    | Center      | USA        | Edmonton Oilers       | Hill-Murray High School (Minnesota)         |
|    |                |             |            |                       |                                             |

### Negyedik kör
| #  | Játékos        | Poszt       | Nemzetiség | NHL csapat            | Egyetem/junior/club csapat             |
| -- | -------------- | ----------- | ---------- | --------------------- | -------------------------------------- |
| 64 | Mark Teevens   | Jobb szélső | CAN        | Pittsburgh Penguins   | Peterborough Petes (OHL)               |
| 65 | Lee Brodeur    | Jobb szélső | USA        | Montréal Canadiens    | Grafton High School (North Dakota)     |
| 66 | Tommy Eriksson | Bal szélső  | SWE        | Chicago Black Hawks   | Modo (Svédország)                      |
| 67 | Jeff Reese     | Kapus       | CAN        | Toronto Maple Leafs   | London Knights (OHL)                   |
| 68 | Chris Mills    | Védő        | CAN        | Winnipeg Jets         | Bramalea Jr. A (Ontario)               |
| 69 | Tom Glavine    | Center      | USA        | Los Angeles Kings     | Billerica High School (Massachusetts)  |
| 70 | Doug Wieck     | Bal szélső  | USA        | New York Islanders    | Rochester Mayo High School (Minnesota) |
| 71 | Graham Herring | Védő        | CAN        | St. Louis Blues       | Longueuil Chevaliers (QMJHL)           |
| 72 | Sean Clement   | Védő        | CAN        | Winnipeg Jets         | Brockville Jr. A (Ontario)             |
| 73 | Brian Bertuzzi | Center      | CAN        | Vancouver Canucks     | Kamloops Jr. Oilers (WHL)              |
| 74 | Paul Ysebaert  | Center      | CAN        | New Jersey Devils     | Petrolia Jr. B (Ontario)               |
| 75 | Petr Rosol     | Jobb szélső | CZE        | Calgary Flames        | Dukla Jihlava (Csehszlovákia)          |
| 76 | Miroslav Maly  | Védő        | CZE        | Minnesota North Stars | Bayreuth (NSZK)                        |
| 77 | Paul Broten    | Center      | USA        | New York Rangers      | Minnesota High School (Minnesota)      |
| 78 | Terry Perkins  | Jobb szélső | CAN        | Quebec Nordiques      | Portland Winter Hawks (WHL)            |
| 79 | Dave Hanson    | Center      | USA        | Philadelphia Flyers   | Grand Forks (North Dakota H.S.)        |
| 80 | Kris King      | Center      | CAN        | Washington Capitals   | Peterborough Petes (OHL)               |
| 81 | Bob Halkidis   | Védő        | CAN        | Buffalo Sabres        | London Knights (OHL)                   |
| 82 | Bob Joyce      | Bal szélső  | CAN        | Boston Bruins         | Notre Dame Jr. A                       |
| 83 | Ari Haanpää    | Jobb szélső | FIN        | New York Islanders    | Ilves (Finnország)                     |
| 84 | Rich Novak     | Jobb szélső | CAN        | Edmonton Oilers       | Richmond Jr.                           |
|    |                |             |            |                       |                                        |

### Ötödik kör
| #   | Játékos          | Poszt       | Nemzetiség | NHL csapat            | Egyetem/junior/club csapat             |
| --- | ---------------- | ----------- | ---------- | --------------------- | -------------------------------------- |
| 85  | Arto Javanainen  | Jobb szélső | FIN        | Pittsburgh Penguins   | Ässät (Finnország)                     |
| 86  | Jon Morris       | Center      | USA        | New Jersey Devils     | Chelmsford High School (Massachusetts) |
| 87  | David Grannis    | Bal szélső  | USA        | Los Angeles Kings     | South St. Paul High School (Minnesota) |
| 88  | Jack Capuano     | Védő        | USA        | Toronto Maple Leafs   | Kent High School (Rhode Island)        |
| 89  | Jiří Poner       | Jobb szélső | CZE        | Minnesota North Stars | Landshut (NSZK)                        |
| 90  | Timo Lehkonen    | Kapus       | FIN        | Chicago Black Hawks   | Jokerit (Finnország)                   |
| 91  | Mats Lundstrom   | Bal szélső  | SWE        | Detroit Red Wings     | Skelleftea (Svédország)                |
| 92  | Scott Paluch     | Védő        | USA        | St. Louis Blues       | Franklin Park (U.S. Junior A)          |
| 93  | Scott Schneider  | Center      | USA        | Winnipeg Jets         | Colorado College (WCHA)                |
| 94  | Brett MacDonald  | Védő        | CAN        | Vancouver Canucks     | North Bay Centennials (OHL)            |
| 95  | Gerald Johannson | Védő        | CAN        | Montréal Canadiens    | Swift Current Broncos (SJHL)           |
| 96  | Joel Paunio      | Bal szélső  | FIN        | Calgary Flames        | Helsinki IFK (Finnország)              |
| 97  | Kari Takko       | Kapus       | FIN        | Minnesota North Stars | Ässät (Finnország)                     |
| 98  | Clark Donatelli  | Bal szélső  | USA        | New York Rangers      | Stratford Jr. A (Ontario)              |
| 99  | Brent Severyn    | Védő        | CAN        | Winnipeg Jets         | Seattle Breakers (WHL)                 |
| 100 | Brian Dobbin     | Jobb szélső | CAN        | Philadelphia Flyers   | London Knights (OHL)                   |
| 101 | Darin Sceviour   | Jobb szélső | CAN        | Chicago Black Hawks   | Lethbridge Broncos (WHL)               |
| 102 | Joey Rampton     | Bal szélső  | CAN        | Buffalo Sabres        | Sault Ste. Marie Greyhounds (OHL)      |
| 103 | Mike Bishop      | Kapus       | CAN        | Boston Bruins         | London Knights (OHL)                   |
| 104 | Mike Murray      | Center      | CAN        | New York Islanders    | London Knights (OHL)                   |
| 105 | Richard Lambert  | Bal szélső  | CAN        | Edmonton Oilers       | Henry Carr Crusaders (Ontario Jr. B)   |
|     |                  |             |            |                       |                                        |

### Hatodik kör
| #   | Játékos          | Poszt       | Nemzetiség | NHL csapat            | Egyetem/junior/club csapat                   |
| --- | ---------------- | ----------- | ---------- | --------------------- | -------------------------------------------- |
| 106 | Emanuel Viveiros | Védő        | CAN        | Edmonton Oilers       | Prince Albert Radiers (WHL)                  |
| 107 | Kirk McLean      | Kapus       | CAN        | New Jersey Devils     | Oshawa Generals (OHL)                        |
| 108 | Greg Strome      | Kapus       | CAN        | Los Angeles Kings     | University of North Dakota (WCHA)            |
| 109 | Fabian Joseph    | Center      | CAN        | Toronto Maple Leafs   | Victoria Cougars (WHL)                       |
| 110 | Mike Millar      | Jobb szélső | CAN        | Hartford Whalers      | Brantford Alexanders (OHL)                   |
| 111 | Chris Clifford   | Kapus       | CAN        | Chicago Black Hawks   | Kingston Canadians (OHL)                     |
| 112 | Randy Hansch     | Kapus       | CAN        | Detroit Red Wings     | Victoria Cougars (WHL)                       |
| 113 | Steve Tuttle     | Jobb szélső | CAN        | St. Louis Blues       | Richmond Tier II Jr. (BCJHL)                 |
| 114 | Gary Lorden      | Védő        | USA        | Winnipeg Jets         | Bishop Hendricken High School (Rhode Island) |
| 115 | Jeff Korchinski  | Védő        | CAN        | Vancouver Canucks     | Clarkson University (ECAC)                   |
| 116 | Jim Nesich       | Jobb szélső | USA        | Montréal Canadiens    | Verdun Juniors (QMJHL)                       |
| 117 | Brett Hull       | Jobb szélső | CAN        | Calgary Flames        | Penticton Tier II Jr. (BCJHL)                |
| 118 | Gary McColgan    | Bal szélső  | CAN        | Minnesota North Stars | Oshawa Generals (OHL)                        |
| 119 | Kjell Samuelsson | Védő        | SWE        | New York Rangers      | Leksands IF (Svédország)                     |
| 120 | Darren Cota      | Jobb szélső | CAN        | Quebec Nordiques      | Kelowna Wings (WHL)                          |
| 121 | John Dzikowski   | Center      | CAN        | Philadelphia Flyers   | Brandon Wheat Kings (WHL)                    |
| 122 | Vito Cramarossa  | Jobb szélső | CAN        | Washington Capitals   | Toronto Marlboros (OHL)                      |
| 123 | James Gasseau    | Védő        | CAN        | Buffalo Sabres        | Drummondville Voltigeurs (QMJHL)             |
| 124 | Randy Oswald     | Védő        | CAN        | Boston Bruins         | Michigan Tech (WCHA)                         |
| 125 | Jim Wilharm      | Védő        | USA        | New York Islanders    | Minnetonka High School (Minnesota)           |
| 126 | Ivan Dornic      | Bal szélső  | SVK        | Edmonton Oilers       | Dukla Trencín (Csehszlovákia)                |
|     |                  |             |            |                       |                                              |

### Hetedik kör
| #   | Játékos           | Poszt       | Nemzetiség | NHL csapat            | Egyetem/junior/club csapat               |
| --- | ----------------- | ----------- | ---------- | --------------------- | ---------------------------------------- |
| 127 | Tom Ryan          | Védő        | USA        | Pittsburgh Penguins   | Newton North High School (Massachusetts) |
| 128 | Ian Ferguson      | Védő        | USA        | New Jersey Devils     | Oshawa Generals (OHL)                    |
| 129 | Timothy Hanley    | Center      | USA        | Los Angeles Kings     | Deerfield Academy (Massachusetts)        |
| 130 | Joseph McInnis    | Center      | USA        | Toronto Maple Leafs   | Watertown High School (Massachusetts)    |
| 131 | Mike Vellucci     | Védő        | USA        | Hartford Whalers      | Belleville Bulls (OHL)                   |
| 132 | Mike Stapleton    | Center      | CAN        | Chicago Black Hawks   | Cornwall Royals (OHL)                    |
| 133 | Stefan Larsson    | Védő        | SWE        | Detroit Red Wings     | Vastra Frolunda (Svédország)             |
| 134 | Cliff Ronning     | Center      | CAN        | St. Louis Blues       | New Westminster Bruins (WHL)             |
| 135 | Luciano Borsato   | Center      | CAN        | Winnipeg Jets         | Bramalea Jr. B (Ontario)                 |
| 136 | Blaine Chrest     | Center      | CAN        | Vancouver Canucks     | Portland Winter Hawks (WHL)              |
| 137 | Scott MacTavish   | Védő        | CAN        | Montréal Canadiens    | Fredericton High School (New Brunswick)  |
| 138 | Kevan Melrose     | Védő        | CAN        | Calgary Flames        | Red Deer Tier II Jr. (Alberta)           |
| 139 | Vladimír Kýhos    | Bal szélső  | CZE        | Minnesota North Stars | CHZ Litvínov (Csehszlovákia)             |
| 140 | Thomas Hussey     | Bal szélső  | CAN        | New York Rangers      | St. Andrew's High School (Ontario)       |
| 141 | Henrik Cedegren   | Jobb szélső | SWE        | Quebec Nordiques      | Brynäs IF (Svédország)                   |
| 142 | Tom Allen         | Védő        | CAN        | Philadelphia Flyers   | Kitchener Rangers (OHL)                  |
| 143 | Timo Iljima       | Center      | FIN        | Washington Capitals   | Kärpät (Finnország)                      |
| 144 | Darcy Wakaluk     | Kapus       | CAN        | Buffalo Sabres        | Kelowna Wings (WHL)                      |
| 145 | Mark Thietke      | Center      | CAN        | Boston Bruins         | Saskatoon Blades (WHL)                   |
| 146 | Kelly Murphy      | Védő        | CAN        | New York Islanders    | Notre Dame Hounds (SJHL)                 |
| 147 | Heikki Riihijarvi | Védő        | FIN        | Edmonton Oilers       | Espoo Blues (Finnország)                 |
|     |                   |             |            |                       |                                          |

### Nyolcadik kör
| #   | Játékos         | Poszt       | Nemzetiség | NHL csapat            | Egyetem/junior/club csapat           |
| --- | --------------- | ----------- | ---------- | --------------------- | ------------------------------------ |
| 148 | Don Porter      | Bal szélső  | CAN        | St. Louis Blues       | Michigan Tech (WCHA)                 |
| 149 | Vladimir Kames  | Center      | CZE        | New Jersey Devils     | HC Dukla Jihlava (Csehszlovákia)     |
| 150 | Shannon Deegan  | Center      | CAN        | Los Angeles Kings     | University of Vermont (ECAC)         |
| 151 | Derek Laxdal    | Jobb szélső | CAN        | Toronto Maple Leafs   | Brandon Wheat Kings (WHL)            |
| 152 | Lars Karlsson   | Bal szélső  | SWE        | Detroit Red Wings     | Farjestad Karlstad (Svédország)      |
| 153 | Glenn Greenough | Jobb szélső | CAN        | Chicago Black Hawks   | Sudbury Wolves (OHL)                 |
| 154 | Urban Nordin    | Center      | SWE        | Detroit Red Wings     | Ornskoldsvik (Svédország)            |
| 155 | Jim Vesey       | Center      | USA        | St. Louis Blues       | Columbus High School (Massachusetts) |
| 156 | Brad Jones      | Center      | USA        | Winnipeg Jets         | University of Michigan (CCHA)        |
| 157 | Jim Agnew       | Védő        | CAN        | Vancouver Canucks     | Brandon Wheat Kings (WHL)            |
| 158 | Brad McCaughey  | Jobb szélső | USA        | Montréal Canadiens    | Ann Arbor High School (Michigan)     |
| 159 | Jiri Hrdina     | Center      | CZE        | Calgary Flames        | HC Sparta Praha (Csehszlovákia)      |
| 160 | Darin MacInnis  | Kapus       | USA        | Minnesota North Stars | Kent School (Connecticut)            |
| 161 | Brian Nelson    | Center      | USA        | New York Rangers      | Willmar Senior School (Minnesota)    |
| 162 | Jyrki Maki      | Védő        | FIN        | Quebec Nordiques      | Simley Senior School (Minnesota)     |
| 163 | Luke Vitale     | Center      | CAN        | Philadelphia Flyers   | Henry Carr Crusaders (Ontario Jr. B) |
| 164 | Frank Joo       | Védő        | CAN        | Washington Capitals   | Regina Pats (WHL)                    |
| 165 | Orwar Stambert  | Védő        | SWE        | Buffalo Sabres        | Djurgårdens IF Hockey (Svédország)   |
| 166 | Don Sweeney     | Védő        | CAN        | Boston Bruins         | St. Paul's School (New Hampshire)    |
| 167 | Franco Desantis | Védő        | CAN        | New York Islanders    | Verdun Juniors (QMJHL)               |
| 168 | Todd Ewen       | Jobb szélső | CAN        | Edmonton Oilers       | New Westminster Bruins (WHL)         |
|     |                 |             |            |                       |                                      |

### Kilencedik kör
| #   | Játékos         | Poszt       | Nemzetiség | NHL csapat            | Egyetem/junior/club csapat             |
| --- | --------------- | ----------- | ---------- | --------------------- | -------------------------------------- |
| 169 | John Del Col    | Bal szélső  | CAN        | Pittsburgh Penguins   | Toronto Marlboros (OHL)                |
| 170 | Mike Roth       | Védő        | USA        | New Jersey Devils     | Hill-Murray High School (Minnesota)    |
| 171 | Luc Robitaille  | Bal szélső  | CAN        | Los Angeles Kings     | Hull Olympiques (QMJHL)                |
| 172 | Dan Turner      | Bal szélső  | CAN        | Toronto Maple Leafs   | Medicine Hat Tigers (WHL)              |
| 173 | John Devereaux  | Center      | USA        | Hartford Whalers      | Scituate High School (Massachusetts)   |
| 174 | Ralph Difiore   | Védő        | CAN        | Chicago Black Hawks   | Shawinigan Cataractes (QMJHL)          |
| 175 | Bill Shibicky   | Center      | CAN        | Detroit Red Wings     | Michigan State (CCHA)                  |
| 176 | Daniel Jomphe   | Bal szélső  | CAN        | St. Louis Blues       | Granby Bisons (QMJHL)                  |
| 177 | Gord Whitaker   | Jobb szélső | CAN        | Winnipeg Jets         | Colorado College (WCHA)                |
| 178 | Rex Grant       | Kapus       | CAN        | Vancouver Canucks     | Kamloops Jr. Oilers (WHL)              |
| 179 | Eric Demers     | Bal szélső  | CAN        | Montréal Canadiens    | Shawinigan Cataractes (QMJHL)          |
| 180 | Gary Suter      | Védő        | USA        | Calgary Flames        | University of Wisconsin-Madison (WCHA) |
| 181 | Duane Wahlin    | Jobb szélső | USA        | Minnesota North Stars | Johnson Senior School (Minnesota)      |
| 182 | Ville Kentala   | Bal szélső  | FIN        | New York Rangers      | HIFK (Finnország)                      |
| 183 | Guy Ouellette   | Center      | CAN        | Quebec Nordiques      | Quebec Remparts (QMJHL)                |
| 184 | Billy Powers    | Center      | USA        | Philadelphia Flyers   | Matignon High School (Massachusetts)   |
| 185 | Jim Thomson     | Jobb szélső | CAN        | Washington Capitals   | Toronto Marlboros (OHL)                |
| 186 | *               |             |            | Buffalo Sabres        |                                        |
| 186 | Kevin Heffernan | Center      | USA        | Boston Bruins         | Weymouth High School (Massachusetts)   |
| 187 | Tom Warden      | Védő        | GBR        | New York Islanders    | North Bay Centennials (OHL)            |
| 188 | Heinz Ehlers    | Center      | DEN        | New York Rangers      | Leksands IF (Svédország)               |
|     |                 |             |            |                       |                                        |

*Megjegyzés: a Buffalo Sabres a 186. helyen Eric Weinrich nevét mondta, de ő még a draft során nem érte el a minimum korhatárt

### Tizedik kör
| #   | Játékos         | Poszt       | Nemzetiség | NHL csapat            | Egyetem/junior/club csapat           |
| --- | --------------- | ----------- | ---------- | --------------------- | ------------------------------------ |
| 189 | Steve Hurt      | Jobb szélső | USA        | Pittsburgh Penguins   | Hill-Murray High School (Minnesota)  |
| 190 | Mike Peluso     | Védő        | USA        | New Jersey Devils     | Greenway Senior School (Minnesota)   |
| 191 | Jeff Crossman   | Center      | CAN        | Los Angeles Kings     | Western Michigan University (CCHA)   |
| 192 | David Buckley   | Védő        | USA        | Toronto Maple Leafs   | Trinity-Pawling School (New York)    |
| 193 | Brent Regan     | Bal szélső  | CAN        | Hartford Whalers      | St. Albert Saints (AJHL)             |
| 194 | Joakim Persson  | Bal szélső  | SWE        | Chicago Black Hawks   | Gävle (Svédország)                   |
| 195 | Jay Rose        | Védő        | USA        | Detroit Red Wings     | New Prep H.S. (Massachusetts)        |
| 196 | Tom Tilley      | Védő        | CAN        | St. Louis Blues       | Orillia (OPJHL)                      |
| 197 | Rick Forest     | Bal szélső  | CAN        | Winnipeg Jets         | Melville Millionaires (SJHL)         |
| 198 | Ed Lowney       | Jobb szélső | USA        | Vancouver Canucks     | Bostoni Egyetem (ECAC)               |
| 199 | Ron Annear      | Védő        | CAN        | Montréal Canadiens    | San Diego University (NCAA)          |
| 200 | Petr Rucka      | Center      | CZE        | Calgary Flames        | HC Sparta Praha (Csehszlovákia)      |
| 201 | Michael Orn     | Center      | USA        | Minnesota North Stars | Stillwater Senior School (Minnesota) |
| 202 | Kevin Miller    | Center      | USA        | New York Rangers      | Redford Royals (GLJHL)               |
| 203 | Ken Quinney     | Jobb szélső | CAN        | Quebec Nordiques      | Calgary Wranglers (WHL)              |
| 204 | Daryn Fersovich | Center      | CAN        | Philadelphia Flyers   | St. Albert Saints (AJHL)             |
| 205 | Paul Cavallini  | Védő        | CAN        | Washington Capitals   | Henry Carr Crusaders (Ontario Jr. B) |
| 206 | Brian McKinnon  | Center      | CAN        | Buffalo Sabres        | Ottawa 67's (OHL)                    |
| 207 | John Urbanic    | Bal szélső  | CAN        | Boston Bruins         | Windsor Spitfires (OHL)              |
| 208 | David Volek     | Jobb szélső | CZE        | New York Islanders    | HC Slavia Praha (Csehszlovákia)      |
| 209 | Joel Curtis     | Bal szélső  | CAN        | Edmonton Oilers       | Oshawa Generals (OHL)                |
|     |                 |             |            |                       |                                      |

### Tizenegyedik kör
| #   | Játékos           | Poszt       | Nemzetiség | NHL csapat            | Egyetem/junior/club csapat              |
| --- | ----------------- | ----------- | ---------- | --------------------- | --------------------------------------- |
| 210 | Jim Steen         | Center      | USA        | Pittsburgh Penguins   | Moorhead Senior School (Minnesota)      |
| 211 | Jarkko Piiparinen | Bal szélső  | FIN        | New Jersey Devils     | Pelicans Lahti (Finnország)             |
| 212 | Paul Kenny        | Kapus       | CAN        | Los Angeles Kings     | Cornwall Royals (OHL)                   |
| 213 | Mike Wurst        | Bal szélső  | USA        | Toronto Maple Leafs   | Ohio State University (CCHA)            |
| 214 | Jim Culhane       | Védő        | CAN        | Hartford Whalers      | Western Michigan University (CCHA)      |
| 215 | Bill Brown        | Center      | USA        | Chicago Black Hawks   | Simley Senior School (Minnesota)        |
| 216 | Tim Kaiser        | Jobb szélső | CAN        | Detroit Red Wings     | Guelph Platers (OHL)                    |
| 217 | Mark Cupolo       | Bal szélső  | CAN        | St. Louis Blues       | Guelph Platers (OHL)                    |
| 218 | Mike Warus        | Jobb szélső | CAN        | Winnipeg Jets         | Lake Superior College (CCHA)            |
| 219 | Doug Clarke       | Védő        | CAN        | Vancouver Canucks     | Colorado College (WCHA)                 |
| 220 | Dave Tanner       | Védő        | CAN        | Montréal Canadiens    | Notre Dame Hounds (SJHL)                |
| 221 | Stefan Jonsson    | Védő        | SWE        | Calgary Flames        | Södertälje SK (Svédország)              |
| 222 | Tom Terwilliger   | Védő        | USA        | Minnesota North Stars | Edina Senior School (Minnesota)         |
| 223 | Tom Lorentz       | Center      | USA        | New York Rangers      | Brady High School (Minnesota)           |
| 224 | David Mackey      | Bal szélső  | CAN        | Chicago Black Hawks   | Victoria Cougars (WHL)                  |
| 225 | *                 |             |            | Philadelphia Flyers   |                                         |
| 225 | Mihail Tatarinov  | Védő        | URS        | Washington Capitals   | Sokil Kijev (USSR)                      |
| 226 | Grant Delcourt    | Jobb szélső | CAN        | Buffalo Sabres        | Kelowna Wings (WHL)                     |
| 227 | Bill Kopecky      | Center      | USA        | Boston Bruins         | Austin Prep High School (Massachusetts) |
| 228 | Russ Becker       | Védő        | USA        | New York Islanders    | Virginia Secondary School (Minnesota)   |
| 229 | Simon Wheeldon    | Center      | CAN        | Edmonton Oilers       | Victoria Cougars (WHL)                  |
|     |                   |             |            |                       |                                         |

*Megjegyzés: a Philadelphia Flyers kiválasztotta Petr Ruckát a 225. helyen, de őt már a Calgary Flames kiválasztotta a 200. helyen.

### Tizenkettedik kör
| #   | Játékos          | Poszt      | Nemzetiség | NHL csapat            | Egyetem/junior/club csapat             |
| --- | ---------------- | ---------- | ---------- | --------------------- | -------------------------------------- |
| 230 | Mark Ziliotto    | Center     | CAN        | Pittsburgh Penguins   | Streetsville (Ontario Jr. B)           |
| 231 | Chris Kiene      | Védő       | USA        | New Jersey Devils     | Springfield Olympics (NEJHL)           |
| 232 | Brian Martin     | Bal szélső | CAN        | Los Angeles Kings     | Belleville Bulls (OHL)                 |
| 233 | Peter Slanina    | Védő       | SVK        | Toronto Maple Leafs   | VSŽ Košice (Csehszlovákia)             |
| 234 | Peter Abric      | Kapus      | CAN        | Hartford Whalers      | North Bay Centennials (OHL)            |
| 235 | Dan Williams     | Védő       | USA        | Chicago Black Hawks   | Chicago Jets (NAHL)                    |
| 236 | Tom Nickolau     | Center     | CAN        | Detroit Red Wings     | Guelph Platers (OHL)                   |
| 237 | Mark Lanigan     | Védő       | USA        | St. Louis Blues       | Waterloo Blackhawks (USHL)             |
| 238 | Jim Edwards      | Kapus      | CAN        | Winnipeg Jets         | Cornell University (ECAC)              |
| 239 | Ed Kister        | Védő       | YUG        | Vancouver Canucks     | London Knights (OHL)                   |
| 240 | Troy Crosby      | Kapus      | CAN        | Montréal Canadiens    | Verdun Juniors (QMJHL)                 |
| 241 | Rudolf Suchanek  | Védő       | CZE        | Calgary Flames        | Motor-České Budějovice (Csehszlovákia) |
| 242 | Mike Nightengale | Védő       | USA        | Minnesota North Stars | Simley Senior School (Minnesota)       |
| 243 | Scott Brower     | Kapus      | CAN        | New York Rangers      | Lloydminster (SJHL)                    |
| 244 | Peter Loob       | Védő       | SWE        | Quebec Nordiques      | Sodertalje SK (Svédország)             |
| 245 | Juraj Bakos      | Védő       | SVK        | Philadelphia Flyers   | VSŽ Košice (Csehszlovákia)             |
| 246 | Per Schedrin     | Védő       | SWE        | Washington Capitals   | Brynäs IF (Svédország)                 |
| 247 | Sean Baker       | Bal szélső | USA        | Buffalo Sabres        | Seattle Breakers (U.S. Jr. B)          |
| 248 | Jim Newhouse     | Bal szélső | USA        | Boston Bruins         | Matignon High School (Massachusetts)   |
| 249 | Allister Brown   | Védő       | CAN        | New York Islanders    | University of New Hampshire (ECAC)     |
| 250 | Darren Gani      | Védő       | CAN        | Edmonton Oilers       | Belleville Bulls (OHL)                 |
|     |                  |            |            |                       |                                        |